# الكسندر كولاكوف
الكسندر كولاكوف (الروسية: Кулаков, Александр Викторович) هو لاعب هوكي الجليد بيلاروسي وروسي، ولد في 15 مايو 1983 في مينسك في روسيا البيضاء.

## وصلات خارجية
- الكسندر كولاكوف على موقع دوري الهوكي الوطني (الإنجليزية)
- الكسندر كولاكوف على موقع دوري الهوكي للقارات (الإنجليزية)
- الكسندر كولاكوف على موقع EliteProspects.com (الإنجليزية)
- الكسندر كولاكوف على موقع Eurohockey.com (الإنجليزية)
- الكسندر كولاكوف على موقع HockeyDB.com (الإنجليزية)
- الكسندر كولاكوف على موقع أوليمبيديا (الإنجليزية)